# ジャン・ダンジュー
ジャン・ダンジュー（Jean Danjou, 1828年4月15日 - 1863年4月30日）は、フランスの軍人。最終階級は大尉。フランス外人部隊の第2外人歩兵連隊に所属し、メキシコ出兵において輸送部隊の護衛を行っていた際のカマロンの戦いでフランス外人部隊史上に残る激戦を展開した末に戦死した。
カマロンの戦いにおいて、ダンジューが指揮下の2名の士官及び62名のレジョネアとともに800名の騎兵と1200名の歩兵を擁する圧倒的な戦力のメキシコ軍に完全に包囲された際、絶望的な状況にもかかわらず、付近を通過中であった味方の輸送部隊から敵を引き付けるために降伏の道を選ばなかったことでフランス外人部隊のあるべき姿を見せたとしてフランス外人部隊における伝説的人物となり、カマロンの戦いでダンジューが使用していた木製の義手は現在も大切に保管されている。

## 生涯

### 出生
ダンジューは、1828年4月15日、オード県のChalabreで生まれた。
20歳の時にサン・シール陸軍士官学校に入学し、卒業とともに少尉に任官した。

### 軍歴
少尉に任官した直後、ダンジューはフランス外人部隊の第2外人歩兵連隊の士官としてアルジェリアに赴任した。アルジェリア勤務中の1853年5月1日、戦闘中に左手を失う重傷を負い、この時から義手を使用するようになった。その後、1853年12月24日、中尉に昇進した。
中尉に昇進した後、ダンジューはクリミア戦争に従軍し、セヴァストポリ包囲戦に参加している。その後、1855年6月9日、大尉に昇進した。
大尉に昇進したダンジューは、第二次イタリア独立戦争に従軍し、マジェンタの戦い、ソルフェリーノの戦いに参加している。第二次イタリア独立戦争に従軍した後は、しばらくの間、モロッコで勤務している。
1862年、ダンジューの所属する第2外人歩兵連隊はメキシコ遠征の指令を受け、メキシコ出兵に出動した。この出動において第2外人歩兵連隊には兵站線の維持が任務の一つとして課せられていた。
1863年4月29日、現金300万フランを含む大量の補給物資を輸送する輸送部隊がプエブラに向けて出発するとの連絡を受けた連隊長はダンジューと相談して第3中隊にこの輸送部隊の護衛の任務を割り当てたが、第3中隊の士官が不在であり、ダンジュー自身が隊長となって2名の士官及び62名のレジョネアからなる部隊を編成して護衛のために赴いた。4月30日午前1時、輸送部隊は出発した。同日午前7時頃、大休止を取っていた最中に輸送部隊の襲撃に向かおうとしていた800名の騎兵及び1200名の歩兵からなるメキシコ軍部隊と遭遇し、戦闘状態に入った。メキシコ軍に先手を取られたこの戦いでダンジューの部隊は退却を重ねて最終的にカマロン・ド・テシェダまで退却し、高さ3m程度の壁が巡らされた建物を陣地にしてメキシコ軍の足止めを試みた。この直後にダンジューの部隊はメキシコ軍によって完全に包囲され、メキシコ軍の指揮官からは降伏勧告がなされたものの輸送部隊をメキシコ軍に襲わせないためにこちらへ引き付けるべく、ダンジューは降伏勧告を拒否した。そしてメキシコ軍の総攻撃が始まり、同日正午頃、胸部に命中した銃弾によって戦死した。

### 死後

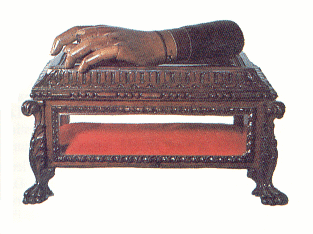
ダンジューの木製の義手

ダンジューの死後、ダンジューの部下達は多大な犠牲を出しながらも1863年4月30日午後6時頃まで戦い続け、輸送部隊はメキシコ軍に襲われることなく無事に通過した。
1863年5月3日、ダンジューは現地で埋葬された。
なお、カマロンの戦いの直後にダンジューの木製の義手はメキシコ人によって持ち去られたが、オーストリア軍の士官が取り戻してフランス軍に返している。